# NGC 1599
NGC 1599 is een spiraalvormig sterrenstelsel in het sterrenbeeld Eridanus. Het hemelobject werd op 14 december 1881 ontdekt door de Franse astronoom Édouard Jean-Marie Stephan.

## Synoniemen
- PGC 15403
- MCG -1-12-16
- IRAS04292-0441